# Touretteov sindrom
Bitno obilježje Touretteova poremećaja su višestruki motorički i jedan ili više vokalnih (glasovnih) tikova. Mogu se pojavljivati istovremeno ili u različitim razdobljima bolesti. Poremećaj značajno oštećuje socijalno i radno funkcioniranje. Anatomska lokacija, broj, frekvencija, složenost i težina tikova mijenjaju se tijekom vremena. Tikovi tipično zahvaćaju glavu i često druge dijelove tijela kao što su poprsje, ruke i noge. 
Vokalni tikovi uključuju različite riječi ili zvukove kao što su cvoktanje, cviljenje, kašljucanje. Mogu se javiti i složeni motorički tikovi kao što su čučanje, duboko sagibanje u koljenima, vraćanje identičnim putem. 

## Epidemiologija
Touretteov poremećaj se u populaciji javlja s učestalošću od 4-5 osoba na 10 000. Češći je kod muškog spola. Može se pojaviti u dobi već od 2 godine, obično ipak počinje u doba djetinjstva ili rane adolescencije, svakako prije 18 godine. Srednja dob pojave motoričkih tikova je 7 godina. 
Trajanje poremećaja obično je doživotno, iako mogu postojati razdoblja bez simptoma tjednima pa čak i godinama. 

## Nasljednost
Postoje dokazi o nasljeđivanju Touretteovog poremećaja, odnosno o nasljednom prenošenju podložnosti za razvoj Touretteovog poremećaja. Podložnost znači da je dijete primilo genetski ili konstitucionalni temelj za razvoj poremećaja, ali se točan tip ili težina poremećaja razlikuju od generacije do generacije. Penetrantnost (izraženost) nasljeđenog gena nije potpuna, tj. neće se kod svakog tko naslijedi genetsku podložnost ispoljiti simptomi. Smatra se da najveći rizik nose sinovi čija majka boluje od Touretteovog sindroma. 

## Mogući poremećaji
U rođaka prvog stupnja osoba oboljelih od Toretteovog poremećaja nalazi se veća učestalost i nekih drugih poremećaja, kao što su drugi oblici tikova, opsesivno-kompulzivni poremećaj (karakteriziraju ga ponavljajuće ideje, misli, poticaji, predodžbe koje se doživljavaju kao nametljive i neprimjerene i izazivaju tjeskobu i nelagodu; najčešće obuzetosti su ponavljajuće misli o zarazi, npr. mogućnost zaraze rukovanjem s drugom osobom, ponavljajuće sumnje, npr. da li su vrata ostala otključana, potreba za određenim rasporedom stvari i prisile,  kompulzije - ponavljane radnje, ponašanja, pranje ruku, provjeravanje ili pak mentalni čin poput tihog ponavljanja riječi, moljenje, brojanje s ciljem sprečavanja ili smanjenja tjeskobe ili nelagode), i poremećaj hiperaktivnosti i deficita pažnje. Kod otprilike 10% osoba koje imaju Touretteov poremećaj nema dokaza o postojanju obiteljske sklonosti.
Poremećaj koji ima sličnu simptomatologiju te se često pojavljuje uz Tourettov sindrom jest mucanje. Povezanost se očituje i u tome što antagonisti dopamina poboljšavaju oba stanja.